# 759 v.Chr.
Het jaar 759 v.Chr. is een jaartal volgens de christelijke jaartelling.

## Gebeurtenissen

### Assyrië
- Koning Assur-dan III maakt een einde aan de opstand die het Assyrische Rijk ontregelt.
- Assyrië wordt opnieuw getroffen door een epidemie en er breekt in Guzana een opstand uit.

## Overleden
- Osorkon III, farao van Egypte